# Michael Olunga
Michael Olunga (* 26. März 1994 in Nairobi) ist ein kenianischer Fußballspieler.

## Karriere

### Verein
Michael Olunga erlernte das Fußballspielen in der Schulmannschaft der Liberty Sports Academy in seiner Heimatstadt Nairobi. Bis 2015 spielte er bei den kenianischen Vereinen Tusker FC, Thika United FC und Gor Mahia FC. Im Februar 2016 ging er nach Europa. Hier unterschrieb er einen Vertrag beim schwedischen Klub Djurgårdens IF Fotbollsförening. Der Verein aus der Hauptstadt Stockholm spielte in der ersten Liga, der Fotbollsallsvenskan. Für den Verein absolvierte er 28 Spiele und schoss dabei zwölf Tore. Anfang 2017 wechselte er für eine Ablösesumme von 3,40 Mio. Euro zum chinesischen Klub Guizhou Hengfeng. Mit dem Klub aus Guiyang spielte er in der ersten Liga, der Chinese Super League. Von September 2017 bis Juni 2018 wurde er an spanischen Verein FC Girona ausgeliehen. Girona spielte in der zweiten Liga, der Segunda División. Nach Vertragsende in China zog es ihn im August 2019 nach Japan. Hier verpflichtete ihn der Erstligist Kashiwa Reysol. Ende 2018 musste er mit dem Verein in die zweite Liga absteigen. Nach einem Jahr schaffte man als Zweitligameister den direkten Wiederaufstieg in die erste Liga. 2020 feierte er mit Kashiwa die Vizemeisterschaft. Mit 28 geschossenen Toren wurde er Torschützenkönig der Liga. Außerdem wurde er zum Spieler der Saison gewählt. Für Kashiwa absolvierte er 72 Spiele und schoss dabei 58 Tore. Anfang 2021 verließ er Japan und ging nach Katar. Hier unterschrieb er einen Vertrag beim al-Duhail SC. Mit dem Verein aus Doha, der in der Qatar Stars League spielt, gewann er bisher vier nationale Titel und nahm mehrmals an der AFC Champions League teil. In der Spielzeit 2021 wurde er mit neun Toren Torschützenkönig der Champions League.
Nach viereinhalb Jahren bei al-Duhail folgte im Juli 2025 der ligainterne Wechsel zu Al-Arabi.

### Nationalmannschaft
Seit 2015 spielt Olunga für die kenianische A-Nationalmannschaft und erzielte bisher 30 Treffer in 63 Partien.

## Erfolge
Gor Mahia FC
- Kenianischer Meister: 2015
- Kenianischer Superpokalsieger: 2015

Kashiwa Reysol
- Japanischer Zweitligameister: 2019  ▲

al-Duhail SC
- Emir of Qatar Cup: 2021/22
- Katarischer Meister: 2022/23
- Qatar Cup: 2023
- Qatari Stars Cup: 2023

## Auszeichnungen
J1 League
- Torschützenkönig: 2020
- Spieler der Saison: 2020

Qatar Stars League
- Torschützenkönig: 2021/22, 2022/23

AFC Champions League
- Torschützenkönig: 2021